# Търговска марка
Вижте пояснителната страница за други значения на Марка.
Търговската марка е символ, който се използва от физическо лице, бизнес организация или друго юридическо лице с търговска цел.
Този знак може да бъде име, дума, фраза, лого, символ, изображение или комбинация от тези елементи.
Търговската марка може да бъде обозначена със следните символи:
- ™ (за нерегистрирана търговска марка)
- ℠ (за нерегистрирана търговска марка, свързана с услугите)
- ® (за регистрирана търговска марка)

Използването на логото от неупълномощени лица е нарушение на законите за интелектуалната собственост. Ограничаването на употребата на търговската марка е с цел да се даде възможност на търговците и производителите да изградят своя собствена репутация и да се отличават от останалите, като по този начин насърчават бизнеса си.

## Определение
По дефиниция „Марката е знак, който е способен да отличава стоките или услугите на едно лице от тези на други лица и може да бъде представен графично. Такива знаци могат да бъдат думи, включително имена на лица, букви, цифри, рисунки, фигури, формата на стоката или на нейната опаковка, комбинация от цветове, звукови знаци или всякакви комбинации от такива знаци“.
Тенденцията в международен план е от определението за марка да отпадне изискването за графично и дори визуално представяне. Извършената реформа в марковото право на ниво Европейски съюз въвежда възможността за регистрация на мултимедийни, холограмни и звукови марки, които могат да бъдат представени с различни средства.
Понятието се ползва под най-различни наименования: фабрична марка, запазена марка, регистрирана марка, търговска марка или само марка. В международната практика обаче понятието е обединено в общото „търговска марка“ или „trade mark“. Още в първата директива на ЕС от 1988 г. За хармонизация в законодателството в областта на търговските марки се използва това понятие, като оттук терминът се възприема в текстовете на всички европейски законодателства.
От 1 октомври 2017 г. с влизане в сила на втория етап от Регламент (ЕС) 2015/2424, е променено определението за марка на Европейския съюз, като отпада изискването за графично представяне на марката. От този момент марката може да бъде представена не непременно чрез графични средства, а във всяка подходяща форма, като се използва общодостъпна технология. Изискването е представянето да бъде направено по ясен, точен, обособен, лесно достъпен, понятен, устойчив и обективен начин.
В новата си редакция, чл. 4 от Регламента гласи, че:
| „     | Марка на ЕС може да се състои от всякакви знаци, по-специално думи, включително лични имена, или рисунки, букви, цифри, цветове, формата на стоката или нейната опаковка, или звуци, при условие че тези знаци могат: а) да отличат стоките или услугите на едно предприятие от тези на други предприятия; б) да бъдат представени в регистъра на марките на ЕС („регистъра“) по начин, който дава възможност на компетентните органи и на обществеността да определят ясния и точен предмет на защитата, която се предоставя на техния притежател. | “ |
| [ 4 ] | |   |

Практическото значение на изменението на европейско ниво е такова, че за първи път се позволява регистрацията на марки, които не могат да бъдат представени чрез изображение, като например мултимедийни марки. Улеснява се заявяването на марки, за които графичното възпроизвеждане е възможно, но не е особено подходящо, като например триизмерни марки, и особено звукови марки (с оглед измененията означаването на звукова марка може да стане посредством аудио файл, възпроизвеждащ звука) или т.нар. марки на движение (Motion).
В ежедневния език се използват множество синоними: фабрична марка, запазена марка, регистрирана марка, търговска марка или само марка. В международната практика обаче понятието е обединено в общото „търговска марка“ или „trade mark“. Още в първата директива на ЕС от 1988 г. „За хармонизация в законодателството в областта на търговските марки“ се използва това понятие, като оттук терминът се възприема в текстовете на всички европейски законодателства.
Американската маркетингова асоциация дефинира марката по следния начин:
„Марката е име, термин, знак, символ, дизайн или комбинация от тях, за идентификация на стоките или услугите на един или група продавачи, с цел различаването им от тези на конкурентите.“
Маркетинговото понятие бранд понякога (на „битово“ ниво) се използва като синоним на понятието „търговска марка“, което е неправилно, въпреки че търговската марка често е основополагаща съставка на понятието бранд.

## Международна класификация
Международната класификация на стоките и услугите за целите на регистрацията на марки е създадена със Спогодбата от Ница от 15 юни 1957 г. Известна и като „Класификацията от Ница“, това е система за класифициране на продукти и услуги при регистриране на марки. Осъвременява се на всеки 5 години от експерти. Последната, десета актуализация, групира продуктите в 45 класа (1 – 34 за стоки и 35 – 45 за услуги). Всеки клас е представен с информация за включените типове стоки или услуги.

## Регистрация
Законът разглежда търговската марка като форма на собственост. Правата на собственост по отношение на търговската марка могат да бъдат установени чрез регистрация на марката в Държавния регистър на марките, който се води и поддържа от Патентното ведомство. Правото на регистрация принадлежи на първия заявител и се придобива, считано от датата на подаване на заявката. Правото върху марка включва правото на притежателя ѝ да я използва, да се разпорежда с нея и да забрани на трети лица без негово съгласие да използват в търговската дейност знак, който е идентичен или сходен на марката за стоки или услуги, идентични на тези, за които марката е регистрирана.
Процедурата преминава през пет фази: формална експертиза, експертиза на абсолютни основания, публикация на заявката, опозиция или експертиза на относителни основания и регистрация.
Право върху марката се придобива за срок от десет години, считано от датата на подаване на заявката за регистрация. Регистрацията може да бъде подновявана неограничен брой пъти за допълнителни периоди от десет години.

## Позициониране на търговска марка
Когато една компания предлага своите продукти на определен целеви пазар, критично значение за дълготраен ефект има позиционирането им. Продуктовото позициониране е свързано с мястото, което предлагането и съответната продуктова марка заема в потребителското съзнание.

### Подходи при позициониране
Съществуват два основни подхода при позициониране:
- Подход „очи в очи“ – навлизане в съответния пазарен сегмент или пазарна ниша в директна конкуренция с други фирми предлагащи сходен продукт или услуга.
- Диференцирано позициониране – фирмата избира по-малки сегменти, на които вече се предлагат аналогични продукти и при по-слаба конкурентната пазарна среда.

Верният път за позициониране на търговска марка е потребителското положително възприятие, което, за да бъде усвоено, се търсят три групи информация:
- Оценка на важността на отделните качества на продуктовата линия, търговска марка.
- Преценка за съществуващите марки продукти.
- Установяване не степента на изискванията на потребителите за идеалния продукт.

В науката и маркетинговата практика често се използва моделът за пазарно сегментиране на Е. Беркович, Р. Керин, и Руделиус, който се изразява в следните практически етапи:
1. Изучаване на поведението на потребителите и определяна на пазарните потребности.
2. Определяне на основния критерий и показатели за сегментиране на пазара.
3. Изработване на характеристика на всеки пазарен сегмент на базата на определени показатели.
4. Осъществява се избор на маркетингов инструментариум за позициониране на фирмения продукт или услуга на избрания пазар.
5. Избор на пазарен сегмент или сегменти или цялостен отказ на компанията от сегментиране.
6. Индивидуална оценка на всеки пазарен сегмент за ръст, разходи за усвояване, конкурентна позиция и т.н.
7. Приложения на маркетинговия инструментариум за позициониране на продукта и завладяване от фирмата на пазарни сегменти.

Независимо към каква сегментационна стратегия се е насочила компанията, в процеса на сегментиране най-често се отчитат условия като географска сегментация, демографски подход, вид на организацията, размера на потреблението и използването на продукта.